# Bahnhof Kirkel
Der Bahnhof Kirkel liegt in Kirkel-Neuhäusel bei Kilometer 21,50 der Bahnstrecke Mannheim–Saarbrücken. Bahntechnisch gesehen ist der Bahnhof seit 1998 nur noch ein Haltepunkt. Der Haltepunkt wird stündlich von der Regionalbahn-Linien RB 70 und RB 71 angefahren. Am Bahnhof befinden sich Park&Ride-Parkplätze.

## Geschichte
Der Bahnhof wurde im Zuge des Baus der Streckenergänzung Homburg (Saar) – Rohrbach (Saar) der Pfälzischen Ludwigsbahn am 1. Januar 1904 eröffnet. Diese Teilstrecke wurde zur Hauptverkehrsader auf der Achse Mannheim – Saarbrücken anstelle des ursprünglichen Abschnitts Homburg–Neunkirchen. Die anderen Strecken um Homburg verloren an Bedeutung. Der Bahnhof Kirkel hatte in dieser Zeit seine größte Bedeutung.
Am 12. und 13. März 1945 wurde Kirkel von US-amerikanischen Jagdbombern angegriffen. Neben dem Munitionslager im Wald zwischen Kirkel und Rohrbach gehörten dabei auch die Bahnlinie und der Bahnhof zu den Hauptzielen.
Bis 1973 verfügte der Bahnhof über einen niedrigen Mittelbahnsteig (ca. 30 cm über Schienenoberkante), welcher zwischen den beiden Durchgangsgleisen lag. Er wurde über einen über das Homburger Richtungsgleis führenden Überweg erreicht, welcher vom Fahrdienstleiter freigegeben und gesperrt wurde. Mit Zunahme des Verkehrs sowie der Durchfahrgeschwindigkeiten und in Vorausschau auf die baldige Verlegung des Fahrdienstleiterarbeitsplatzes nach Saarbrücken wurde 1973 ein Personentunnel von der Südseite (Ortsmitte) her errichtet. Gleichzeitig erhöhte man den Bahnsteig auf 76 cm über Schienenoberkante.
2008 erfolgte die Verlängerung der Unterführung auf die Nordseite, wo sich ebenfalls seit 2008 auf dem Gelände des ehemaligen Nebengleises Park&Ride-Parkplätze befinden (siehe unten).
Das Gleisbildstellwerk der Bauart Dr L2 befand sich im Bahnhofsgebäude und regelte neben den beiden Durchfahrtsgleisen auch das Nebengleis des Bahnhofs sowie die beiden Rangiergleise mit Verladerampe nördlich und südlich der Strecke. Es wurde im Jahre 1956 in Betrieb genommen und seit dem 1. September 1972 aus der Betriebssteuerzentrale Saarbrücken ferngesteuert. Dabei wurde die Besetzung durch einen Fahrdienstleiter vor Ort beibehalten, welcher die aus der Betriebssteuerzentrale übermittelten Stellbefehle umsetzte. Zum 1. September 1982 war das Stellwerk vor Ort nicht mehr besetzt, die Steuerung erfolgte jetzt komplett aus Saarbrücken. Mit Inbetriebnahme des ESTW Saarbrücken im Oktober 1998 wurde das Stellwerk außer Betrieb genommen; seit November 2003 sitzt der örtlich zuständige Fahrdienstleiter in der Betriebszentrale Karlsruhe. Mit der Außerbetriebnahme des Stellwerks und Umstellung auf ESTW-Steuerung erfolgte auch der Rückbau des Bahnhofs zum Haltepunkt.
Bis zu Beginn der 1970er Jahre war der Fahrdienstleiter vor Ort auch für den Fahrkartenverkauf zuständig.
Ein Teil der alten Güterabfertigungshalle wird seit 1999 von einem Oldtimer-Verein genutzt.
Im Mai 2008 wurde der neue Park&Ride-Parkplatz eingeweiht. Zur Erhöhung der Geschwindigkeit auf 200 km/h wurde der Ober- und der Unterbau der Strecke der Pfälzischen Ludwigsbahn vollständig saniert. Gleichzeitig wurde der Bahnsteigtunnel bis zur nördlichen Seite des Bahnhofs verlängert, um einen direkten Zugang zum dort gelegen Bildungszentrum Kirkel der Arbeitskammer des Saarlandes und zu dem dort neu eingerichteten Park&Ride-Parkplatz zu schaffen. Der gesamte Bahnsteig wurde erneuert und seitlich der Bahngleise Lärmschutzwände errichtet. Den Abschluss der Arbeiten bildete 2008 und 2009 die Erneuerung des Bahnsteigaufgangs. Das alte Gemäuer wurde abgerissen und durch einen verglasten Aufgang ersetzt.

## Betrieb
Der Bahnhof wird von Regionalzügen der folgenden Linien bedient:
| Linie                    | Zuglauf | Taktfrequenz |
| ------------------------ | --- | ------------ |
| RB 70                    | Merzig (Saar) – Saarbrücken – St. Ingbert – Kirkel – Homburg (Saar) – Landstuhl – Kaiserslautern              | Stundentakt  |
| RB 71                    | Homburg (Saar) – Kirkel – St. Ingbert – Saarbrücken – Saarlouis – Merzig (Saar) – Saarburg (Bz Trier) – Trier | Stundentakt  |
| Stand: 15. Dezember 2024 | |              |

Rund 100 Meter vom Bahnhof entfernt befindet sich eine Bushaltestelle. An dieser hält die Linie 547 der Saarpfalz-Bus GmbH, welche Kirkel mit Neunkirchen und Blieskastel verbindet.